# Souleyman Doumbia
Souleyman Keli Doumbia (ur. 24 września 1996 w Paryżu) – iworyjski piłkarz występujący na pozycji lewego obrońcy we francuskim klubie Angers SCO oraz w reprezentacji Wybrzeża Kości Słoniowej.

## Kariera klubowa

### SSC Bari
15 września 2016 podpisał kontrakt z zespołem SSC Bari. Zadebiutował 22 października 2016 w meczu Serie B przeciwko Trapani Calcio (3:0).

### L.R. Vicenza
31 stycznia 2017 został wysłany na wypożycznie do klubu L.R. Vicenza. Zadebiutował 25 lutego 2017 w meczu Serie B przeciwko US Avellino 1912 (3:1).

### Grasshopper Club Zürich
9 lipca 2017 udał się na wypożyczenie do drużyny Grasshopper Club Zürich. Zadebiutował 23 lipca 2017 w meczu Swiss Super League przeciwko FC Zürich (0:2). 1 lipca 2018 podpisał z klubem pełnoprawny kontrakt.

### Stade Rennais
15 stycznia 2019 przeszedł do drużyny Stade Rennais. Zadebiutował 23 stycznia 2019 w meczu Pucharu Francji przeciwko Saint-Pryvé Saint-Hilaire FC (0:2). W Ligue 1 zadebiutował 2 lutego 2019 w meczu przeciwko Amiens SC (1:0). W sezonie 2018/19 jego zespół zdobył Puchar Francji. 3 października 2019 zadebiutował w fazie grupowej Ligi Europy w meczu przeciwko S.S. Lazio (2:1).

### Angers SCO
31 stycznia 2020 został wysłany na wypożyczenie do zespołu Angers SCO. Zadebiutował 4 lutego 2020 w meczu Ligue 1 przeciwko AS Monaco (1:0). 8 lipca 2020 podpisał z klubem trzyletni kontrakt.

## Kariera reprezentacyjna

### Wybrzeże Kości Słoniowej
12 czerwca 2019 otrzymał powołanie do reprezentacji Wybrzeża Kości Słoniowej na Puchar Narodów Afryki 2019. Zadebiutował 15 czerwca 2019 w meczu towarzyskim przeciwko reprezentacji Ugandy (0:1). 24 czerwca 2019 zadebiutował w Pucharze Narodów Afryki 2019 w meczu fazy grupowej przeciwko reprezentacji Południowej Afryki (1:0).

## Statystyki

### Klubowe
(aktualne na dzień 28 czerwca 2021)
| Klub                           | Sezon              | Liga               | Liga  | Liga   | Puchar kraju | Puchar kraju | Europa | Europa | Suma  | Suma   |
| Klub                           | Sezon              | Liga               | Mecze | Bramki | Mecze        | Bramki       | Mecze  | Bramki | Mecze | Bramki |
| ------------------------------ | ------------------ | ------------------ | ----- | ------ | ------------ | ------------ | ------ | ------ | ----- | ------ |
| SSC Bari                       | 2016/17            | Serie B            | 5     | 0      | 0            | 0            | –      | –      | 5     | 0      |
| SSC Bari                       | Ogólnie            | Ogólnie            | 5     | 0      | 0            | 0            | 0      | 0      | 5     | 0      |
| L.R. Vicenza (wyp.)            | 2016/17            | Serie B            | 3     | 0      | 0            | 0            | –      | –      | 3     | 0      |
| L.R. Vicenza (wyp.)            | Ogólnie            | Ogólnie            | 3     | 0      | 0            | 0            | 0      | 0      | 3     | 0      |
| Grasshopper Club Zürich (wyp.) | 2017/18            | Swiss Super League | 32    | 0      | 4            | 0            | –      | –      | 36    | 0      |
| Grasshopper Club Zürich (wyp.) | Ogólnie            | Ogólnie            | 32    | 0      | 4            | 0            | 0      | 0      | 36    | 0      |
| Grasshopper Club Zürich        | 2018/19            | Swiss Super League | 15    | 0      | 1            | 0            | –      | –      | 16    | 0      |
| Grasshopper Club Zürich        | Ogólnie            | Ogólnie            | 15    | 0      | 1            | 0            | 0      | 0      | 16    | 0      |
| Stade Rennais                  | 2018/19            | Ligue 1            | 7     | 0      | 2            | 0            | 0      | 0      | 9     | 0      |
| Stade Rennais                  | 2019/20            | Ligue 1            | 1     | 0      | 0            | 0            | 2      | 0      | 3     | 0      |
| Stade Rennais                  | Ogólnie            | Ogólnie            | 8     | 0      | 2            | 0            | 2      | 0      | 12    | 0      |
| Angers SCO (wyp.)              | 2019/20            | Ligue 1            | 5     | 0      | 0            | 0            | –      | –      | 5     | 0      |
| Angers SCO (wyp.)              | Ogólnie            | Ogólnie            | 5     | 0      | 0            | 0            | 0      | 0      | 5     | 0      |
| Angers SCO                     | 2020/21            | Ligue 1            | 27    | 0      | 1            | 0            | –      | –      | 28    | 0      |
| Angers SCO                     | Ogólnie            | Ogólnie            | 27    | 0      | 1            | 0            | 0      | 0      | 28    | 0      |
| Ogólnie w karierze             | Ogólnie w karierze | Ogólnie w karierze | 95    | 0      | 8            | 0            | 2      | 0      | 105   | 0      |

### Reprezentacyjne
(aktualne na dzień 28 czerwca 2021)
| Reprezentacja            | Rok     | Mecze | Bramki |
| ------------------------ | ------- | ----- | ------ |
| Wybrzeże Kości Słoniowej |         |       |        |
| 2019                     | 4       | 0     |        |
| Ogólnie                  | Ogólnie | 4     | 0      |

| Mecze i gole w reprezentacji | Mecze i gole w reprezentacji | Mecze i gole w reprezentacji | Mecze i gole w reprezentacji | Mecze i gole w reprezentacji | Mecze i gole w reprezentacji | Mecze i gole w reprezentacji | Mecze i gole w reprezentacji |
| Lp.                          | Data                         | Miejsce                      | Gospodarz                    | Gość                         | Wynik                        | Gol                          | Rozgrywki                    |
| ---------------------------- | ---------------------------- | ---------------------------- | ---------------------------- | ---------------------------- | ---------------------------- | ---------------------------- | ---------------------------- |
| 1.                           | 15.06.2019                   | Abu Zabi                     | Wybrzeże Kości Słoniowej     | Uganda                       | 0:1                          |                              | Mecz towarzyski              |
| 2.                           | 24.06.2019                   | Kair                         | Wybrzeże Kości Słoniowej     | Południowa Afryka            | 1:0                          |                              | Puchar Narodów Afryki 2019   |
| 3.                           | 06.09.2019                   | Caen                         | Wybrzeże Kości Słoniowej     | Benin                        | 1:2                          |                              | Mecz towarzyski              |
| 4.                           | 10.09.2019                   | Rouen                        | Tunezja                      | Wybrzeże Kości Słoniowej     | 1:2                          |                              | Mecz towarzyski              |

## Sukcesy

### Stade Rennais
- Puchar Francji (1×): 2018/2019